# Podomyrma mayri
Podomyrma mayri é uma espécie de formiga do gênero Podomyrma, pertencente à subfamília Myrmicinae.